# Hosszúfarkú szíbia
A hosszúfarkú szíbia (Heterophasia picaoides) a madarak osztályának verébalakúak (Passeriformes) rendjébe és a Leiothrichidae családjába tartozó faj.

## Rendszerezése
A fajt Brian Houghton Hodgson angol természettudós írta le 1839-ben, a Sibia nembe Sibia picaoides (eredetiben Szibia Pieaoïdes) néven.

## Alfajai
- Heterophasia picaoides cana (Riley, 1929)
- Heterophasia picaoides picaoides (Hodgson, 1839)
- Heterophasia picaoides simillima Salvadori, 1879
- Heterophasia picaoides wrayi (Ogilvie-Grant, 1910)[2]

## Előfordulása
Dél- és Délkelet-Ázsiában, Bhután, Kína, India, Indonézia, Laosz, Malajzia, Mianmar, Nepál, Thaiföld és Vietnám területén honos. 
Természetes élőhelyei a szubtrópusi vagy trópusi síkvidéki és hegyi esőerdők, magaslati cserjések. Állandó, nem vonuló faj.

## Megjelenése
Testhossza 28-34 centiméter, testtömege 40-46 gramm. Hosszú farka van.
|  |

## Életmódja
Rovarokkal, virágrügyekkel, gyümölcsökkel, bogyókkal és magvakkal táplálkozik.

## Természetvédelmi helyzete
Az elterjedési területe rendkívül nagy, egyedszáma csökken, de még nem éri el a kritikus szintet. A Természetvédelmi Világszövetség Vörös listáján nem fenyegetett fajként szerepel.